# Tinkara
Tinkara je žensko osebno ime.

## Različice imena
Tinca, Tinica, Tinka, Tinika, Tina

## Izvor imena
Ime Tinkara izhaja iz besede "premožna" oziroma "mirna reka".

## Osebni praznik
V koledarju je ime Tinkara uvrščeno k imenu Tina lahko pa god praznuje tudi na valentinovo (Valentin).

## Pogostost imena
Po podatkih SURSa je bilo v Sloveniji na dan 31. decembra 2007  758 nosilk imena Tinkara, Tinca (47), Tinica (6), in 208 nosilk imena Tinka.